# David Jarolím
Pour les articles homonymes, voir Jarolím.
David Jarolím, né le 17 mai 1979 à Čáslav en Tchécoslovaquie (aujourd'hui Tchéquie), est un footballeur international tchèque qui jouait au poste de milieu de terrain reconverti entraîneur. Il est principalement connu pour son passage au Hambourg SV où il a évolué pendant huit ans et demi et où il a été capitaine.

## Biographie

### En club
Né à Čáslav en Tchéquie, David Jarolím est formé par le SK Slavia Prague, où il commence sa carrière professionnelle avant de rejoindre l'Allemagne et le Bayern Munich en 1997.
Le 29 août 2012, Jarolím s'engage pour une saison à l'Évian TG. Le 20 novembre 2012, il résilie son contrat pour des "raisons de convenances personnelles" selon un communiqué du club. 
En janvier 2013, il signe un contrat d'un an au FK Mladá Boleslav.
Le 6 juillet 2014 David Jarolím annonce mettre un terme à sa carrière, à 35 ans, des soucis physiques au genou et à la cheville l'obligeant à prendre cette décision.

### En équipe nationale

#### Sélections jeunes
David Jarolím est appelé à jouer en sélection nationale dès son plus jeune âge, il prend part en effet aux différentes sélections des moins de quinze ans (deux matchs et un but en 1994), des moins de seize ans (neuf matchs et deux buts), des moins de dix-huit ans (huit matchs et un but), des moins de vingt-ans (un match) et en sélection espoirs (onze matchs et deux buts). Il y est finaliste du Championnat d'Europe de football espoirs 2000 contre l'Italie.

#### Équipe de Tchéquie
Il participe à la coupe du monde 2006 et à l'Euro 2008 avec la sélection de la Tchéquie comptant vingt-neuf sélections et un but en équipe nationale.
Sa carrière en équipe nationale débute le 8 octobre 2005 contre les Pays-Bas (défaite 0-2), marque son unique but en sélection contre Saint-Marin le 7 octobre 2006 à l'occasion d'une victoire 7-0 lors des éliminatoires pour le championnat d'Europe 2008 et est appelé une dernière fois le 14 octobre 2009 contre l'Irlande du Nord pour honorer sa vingt-neuvième sélection.

### Carrière d'entraîneur
En janvier 2021 il est nommé entraîneur de l'équipe première du FK Ústí nad Labem, qui évolue alors en deuxième division tchèque. Il signe un contrat courant jusqu'en juin 2024.

## Vie privée
Issu d'une famille de footballeurs, David Jarolím est le fils de Karel Jarolím, ancien joueur professionnel tchèque qui a également dirigé la sélection. Il est également le frère de Lukáš Jarolím et le cousin de Marek Jarolím (en), tous deux footballeurs professionnels.

## Statistiques
| Saison                | Club                  | Championnat           | Championnat | Championnat | Coupe(s) nationale(s) | Coupe(s) nationale(s) | Compétition(s) continentale(s) | Compétition(s) continentale(s) | Compétition(s) continentale(s) | Total | Total |
| Saison                | Club                  | Division              | M.          | B.          | M.                    | B.                    | Comp.                          | M.                             | B.                             | M.    | B.    |
| 1995-1996             | SK Slavia Prague      | 1. Liga               | 11          | 1           | -                     | -                     | -                              | -                              | -                              | 11    | 1     |
| 1996-1997             | SK Slavia Prague      | 1. Liga               | 1           | 0           | -                     | -                     | -                              | -                              | -                              | 1     | 0     |
| Sous-total            | Sous-total            | Sous-total            | 12          | 1           | -                     | -                     | -                              | -                              | -                              | 12    | 1     |
| 1997-1998             | Bayern Munich         | Bundesliga            | -           | -           | -                     | -                     | -                              | -                              | -                              | 0     | 0     |
| 1998-1999             | Bayern Munich         | Bundesliga            | 1           | 0           | -                     | -                     | -                              | -                              | -                              | 1     | 0     |
| 1999-2000             | Bayern Munich         | Bundesliga            | -           | -           | 1                     | 0                     | C1                             | 1                              | 0                              | 2     | 0     |
| Sous-total            | Sous-total            | Sous-total            | 1           | 0           | 1                     | 0                     | -                              | 1                              | 0                              | 3     | 0     |
| 2000-2001             | 1. FC Nuremberg       | 2. Bundesliga         | 9           | 1           | -                     | -                     | -                              | -                              | -                              | 9     | 1     |
| 2001-2002             | 1. FC Nuremberg       | Bundesliga            | 28          | 0           | 1                     | 0                     | -                              | -                              | -                              | 29    | 0     |
| 2002-2003             | 1. FC Nuremberg       | Bundesliga            | 32          | 3           | 3                     | 0                     | -                              | -                              | -                              | 35    | 3     |
| 2003-2004             | 1. FC Nuremberg       | Bundesliga            | 4           | 0           | 1                     | 0                     | -                              | -                              | -                              | 5     | 0     |
| Sous-total            | Sous-total            | Sous-total            | 73          | 4           | 5                     | 0                     | -                              | -                              | -                              | 78    | 4     |
| 2003-2004             | Hambourg SV           | Bundesliga            | 26          | 1           | 1                     | 1                     | C3                             | 2                              | 0                              | 29    | 2     |
| 2004-2005             | Hambourg SV           | Bundesliga            | 32          | 4           | 1                     | 0                     | INT                            | 4                              | 0                              | 37    | 4     |
| 2005-2006             | Hambourg SV           | Bundesliga            | 31          | 2           | 3                     | 0                     | INT+C3                         | 7+8                            | 0+0                            | 49    | 2     |
| 2006-2007             | Hambourg SV           | Bundesliga            | 30          | 2           | 2                     | 0                     | C1                             | 5                              | 0                              | 37    | 2     |
| 2007-2008             | Hambourg SV           | Bundesliga            | 28          | 2           | 4                     | 0                     | INT+C3                         | 2+11                           | 1+1                            | 45    | 4     |
| 2008-2009             | Hambourg SV           | Bundesliga            | 31          | 2           | 5                     | 0                     | C3                             | 14                             | 0                              | 50    | 2     |
| 2009-2010             | Hambourg SV           | Bundesliga            | 33          | 1           | -                     | -                     | C3                             | 15                             | 1                              | 48    | 2     |
| 2010-2011             | Hambourg SV           | Bundesliga            | 24          | 0           | 1                     | 1                     | -                              | -                              | -                              | 25    | 1     |
| 2011-2012             | Hambourg SV           | Bundesliga            | 22          | 0           | 2                     | 0                     | -                              | -                              | -                              | 24    | 0     |
| Sous-total            | Sous-total            | Sous-total            | 257         | 14          | 19                    | 2                     | -                              | 68                             | 3                              | 344   | 19    |
| 2012-2013             | Évian Thonon Gaillard | Ligue 1               | 5           | 0           | 1                     | 0                     | -                              | -                              | -                              | 6     | 0     |
| Sous-total            | Sous-total            | Sous-total            | 5           | 0           | 1                     | 0                     | -                              | -                              | -                              | 6     | 0     |
| 2012-2013             | FK Mladá Boleslav     | První Liga            | 11          | 0           | 5                     | 0                     | -                              | -                              | -                              | 16    | 0     |
| 2013-2014             | FK Mladá Boleslav     | První Liga            | 28          | 1           | 4                     | 0                     | -                              | -                              | -                              | 32    | 1     |
| Sous-total            | Sous-total            | Sous-total            | 39          | 1           | 9                     | 0                     | -                              | -                              | -                              | 48    | 1     |
| Total sur la carrière | Total sur la carrière | Total sur la carrière | 387         | 20          | 35                    | 2                     | -                              | 69                             | 6                              | 491   | 28    |

## Palmarès
- SK Slavia Prague
  - Champion de Tchéquie en 1996.
- Bayern Munich
  - Champion d'Allemagne en 1999.
- FC Nuremberg
  - Champion d'Allemagne de D2 en 2004.